# Uebigau-Wahrenbrück
Uebigau-Wahrenbrück ist eine Stadtgemeinde im Landkreis Elbe-Elster in Brandenburg (Deutschland).

## Geografie
Die Stadtgemeinde liegt im Südwesten des Landes Brandenburg, etwa 25 km östlich der Elbestadt Torgau, etwa 10 km südlich der Kreisstadt Herzberg und 4 km nördlich von Bad Liebenwerda. Die Schwarze Elster fließt durch das Stadtgebiet, die Kleine Elster mündet nordöstlich von Wahrenbrück in die Schwarze Elster. Die größten Ortsteile bilden die ehemaligen Städte Uebigau und Wahrenbrück, welche 7 km voneinander entfernt liegen.

### Nachbargemeinden
An die Gemeinde grenzen folgende Gemeinden (im Uhrzeigersinn, von Norden beginnend): Herzberg (Elster), Doberlug-Kirchhain, Schilda, Tröbitz, Schönborn, Bad Liebenwerda, Mühlberg/Elbe und Falkenberg/Elster.

### Geologie
In der Nähe des Ortsteils Rothstein ragt aus der flachen Landschaft der Rothsteiner Felsen heraus. Es sind die freiliegenden Reste einer Felsplatte, welche vor etwa 560 Millionen Jahren entstand. Ausgangsmaterial ist Grauwacke. Diese wurde durch Ablagerungen aus heißen Quellen verkieselt.
Das Felsengestein wurde jahrhundertelang abgebaut und als Baumaterial (Rothsteiner Schotter) verwendet. Seit 1915 ist der Abbau des Hauptfelsens verboten und er steht unter Naturschutz.

## Stadtgliederung
Es gibt 21 Ortsteile:
- Bahnsdorf
- Beiersdorf
- Beutersitz
- Bomsdorf
- Bönitz
- Domsdorf
- Drasdo
- Kauxdorf
- Langennaundorf
- Marxdorf
- München/Elster
- Neudeck
- Prestewitz
- Rothstein
- Saxdorf
- Uebigau
- Wahrenbrück
- Wiederau
- Wildgrube
- Winkel
- Zinsdorf

Hinzu kommen die Wohnplätze Bahnhof Beutersitz, Bahnhof Wahrenbrück, Neumühl und Ziegelei.

## Geschichte

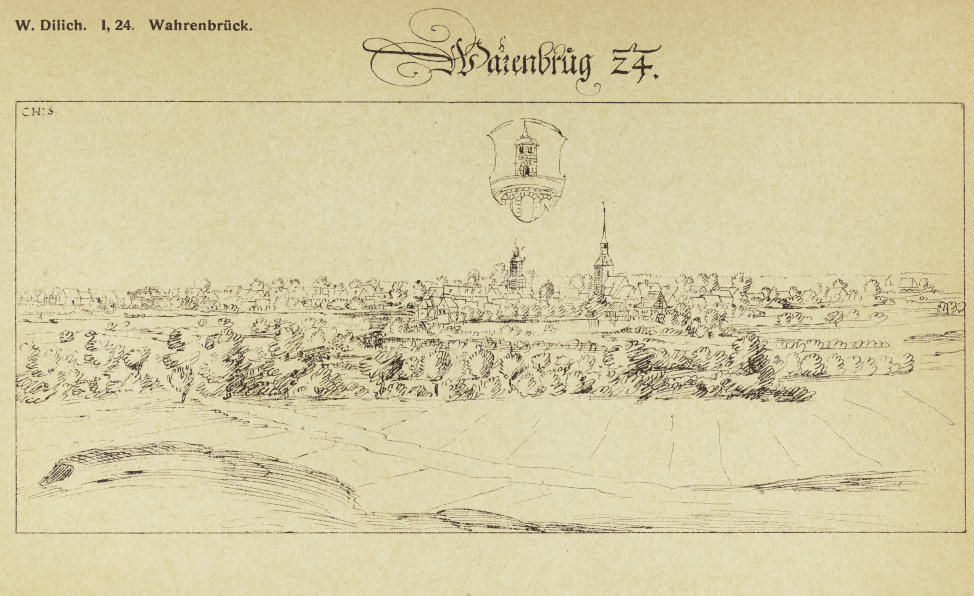
Wahrenbrück, Zeichnung von Wilhelm Dilich, vor 1650

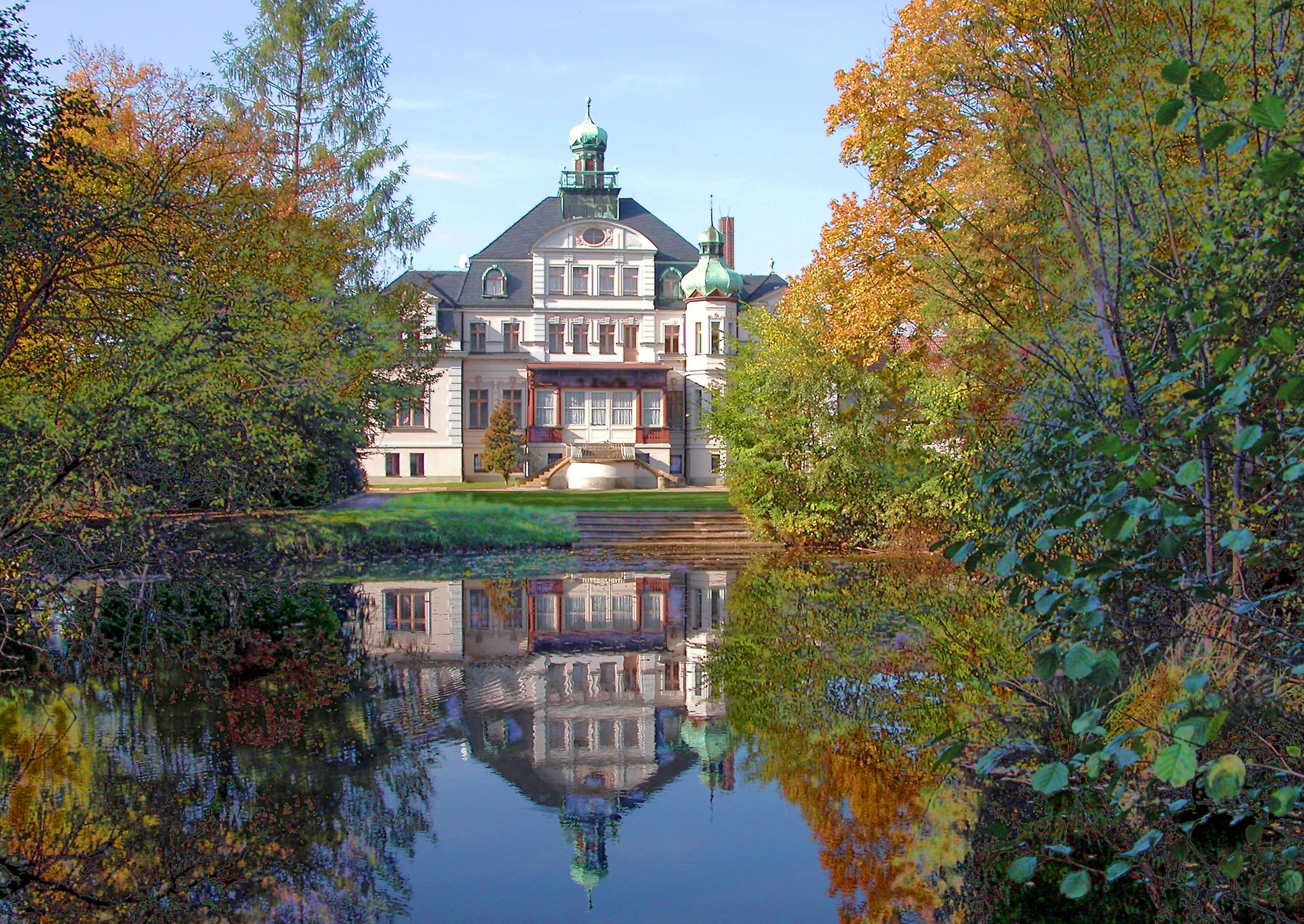
Jugendherberge Schloss Uebigau

Die Städte Uebigau und Wahrenbrück und die Gemeinden Bahnsdorf, Drasdo und Wiederau wurden am 31. Dezember 2001 unter dem Namen Wahrenbrück zusammengeschlossen. Am folgenden Tag wurde diese neue Gemeinde in Uebigau-Wahrenbrück umbenannt.
Vor der Neubildung der Stadt Uebigau-Wahrenbrück gab es etliche Eingemeindungen:
- Die Stadt Wahrenbrück wurde 1998 um zwölf benachbarte Orte vergrößert.[4] Bereits Anfang 1977 hatte sie Zinsdorf erhalten.[5]
- Die Stadt Uebigau wurde 1960 um München,[5] 1970 um Bomsdorf[5] und 1998 um Langennaundorf vergrößert.[4]
- Die Gemeinde Bahnsdorf erhielt 1957 Neudeck.[5]

| Ehemalige Gemeinde | bis 1952                    | 1952 bis 1993         | Eingemeindung nach                 | Datum              |
| ------------------ | --------------------------- | --------------------- | ---------------------------------- | ------------------ |
| Bahnsdorf          | Kreis Schweinitz (Herzberg) | Kreis Herzberg        | Wahrenbrück                        | 31. Dezember 2001  |
| Beiersdorf         | Kreis Liebenwerda           | Kreis Bad Liebenwerda | Wahrenbrück                        | 27. September 1998 |
| Beutersitz         | Kreis Liebenwerda           | Kreis Bad Liebenwerda | Wahrenbrück                        | 27. September 1998 |
| Bomsdorf           | Kreis Liebenwerda           | Kreis Herzberg        | Uebigau                            | 22. März 1970      |
| Bönitz             | Kreis Liebenwerda           | Kreis Bad Liebenwerda | Wahrenbrück                        | 27. September 1998 |
| Domsdorf           | Kreis Liebenwerda           | Kreis Bad Liebenwerda | Wahrenbrück                        | 27. September 1998 |
| Drasdo             | Kreis Liebenwerda           | Kreis Herzberg        | Wahrenbrück                        | 31. Dezember 2001  |
| Kauxdorf           | Kreis Liebenwerda           | Kreis Bad Liebenwerda | Wahrenbrück                        | 27. September 1998 |
| Langennaundorf     | Kreis Liebenwerda           | Kreis Herzberg        | Uebigau                            | 31. Dezember 1998  |
| Marxdorf           | Kreis Liebenwerda           | Kreis Bad Liebenwerda | Wahrenbrück                        | 27. September 1998 |
| München            | Kreis Liebenwerda           | Kreis Herzberg        | Uebigau                            | 1. Januar 1960     |
| Neudeck            | Kreis Schweinitz (Herzberg) | Kreis Herzberg        | Bahnsdorf                          | 1. Januar 1957     |
| Prestewitz         | Kreis Liebenwerda           | Kreis Bad Liebenwerda | Wahrenbrück                        | 27. September 1998 |
| Rothstein          | Kreis Liebenwerda           | Kreis Bad Liebenwerda | Wahrenbrück                        | 27. September 1998 |
| Saxdorf            | Kreis Liebenwerda           | Kreis Bad Liebenwerda | Wahrenbrück                        | 27. September 1998 |
| Uebigau            | Kreis Liebenwerda           | Kreis Herzberg        | Wahrenbrück                        | 31. Dezember 2001  |
| Wahrenbrück        | Kreis Liebenwerda           | Kreis Bad Liebenwerda | Umbenennung in Uebigau-Wahrenbrück | 1. Januar 2002     |
| Wiederau           | Kreis Liebenwerda           | Kreis Herzberg        | Wahrenbrück                        | 31. Dezember 2001  |
| Wildgrube          | Kreis Liebenwerda           | Kreis Bad Liebenwerda | Wahrenbrück                        | 27. September 1998 |
| Winkel             | Kreis Liebenwerda           | Kreis Bad Liebenwerda | Wahrenbrück                        | 27. September 1998 |
| Zinsdorf           | Kreis Liebenwerda           | Kreis Bad Liebenwerda | Wahrenbrück                        | 1. Januar 1977     |

Im März 2019 beschloss die Stadtverordnetenversammlung, dass sich Uebigau-Wahrenbrück zum 1. Januar 2020 mit Bad Liebenwerda, Falkenberg/Elster und Mühlberg/Elbe (alle Landkreis Elbe-Elster) zur Verbandsgemeinde Liebenwerda zusammenschließt.

## Bevölkerungsentwicklung
| Jahr | Einwohner |
| ---- | --------- |
| 2001 | 6 727     |
| 2005 | 6 392     |
| 2010 | 5 769     |
| 2015 | 5 462     |
| 2020 | 5 233     |

| Jahr | Einwohner |
| ---- | --------- |
| 2021 | 5 178     |
| 2022 | 5 027     |
| 2023 | 4 963     |
| 2024 | 4 905     |

 Gebietsstand des jeweiligen Jahres, Einwohnerzahl: Stand 31. Dezember, ab 2011 auf Basis des Zensus 2011, ab 2022 auf Basis des Zensus 2022 

## Religion
Von den Einwohnern der Stadt waren im Jahr 2011 32 % evangelisch und 3 % katholisch.
Das Pfarramt St. Nikolai (Uebigau) ist auch für die Dorfkirchen in Drasdo, Gräfendorf, Kolpien, Körba, Langennaundorf, Lebusa, Schöna und Wiederau zuständig, das Pfarramt Wahrenbrück auch für Bönitz und das Pfarramt Saxdorf auch für Kauxdorf. Alle drei lutherischen Pfarrämter gehören zum Kirchenkreis Bad Liebenwerda im Bischofssprengel Magdeburg der Evangelischen Kirche in Mitteldeutschland.
Für die Katholiken gibt es seit 1964 die Kirche St. Peter und Paul (Uebigau); sie gehört zur Pfarrei St. Franziskus mit Sitz in Bad Liebenwerda, Bistum Magdeburg.

## Politik

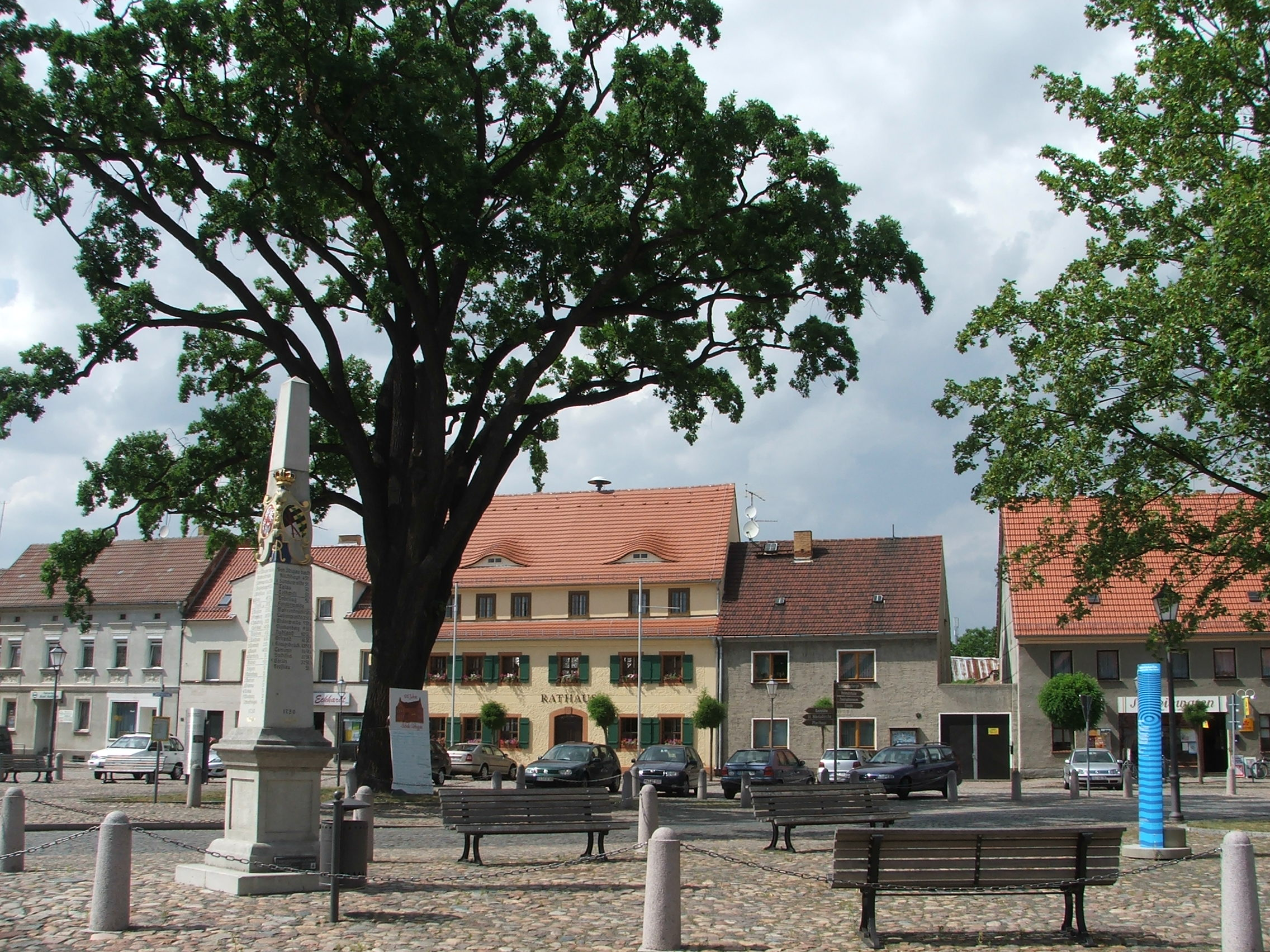
Marktplatz in Uebigau

### Stadtverordnetenversammlung
Die Stadtverordnetenversammlung von Uebigau-Wahrenbrück besteht aus 18 Stadtverordneten und der ehrenamtlichen Bürgermeisterin. Die Kommunalwahl am 9. Juni 2024 führte bei einer Wahlbeteiligung von 71,0 % zu folgendem Ergebnis:
| Partei / Wählergruppe                              | Stimmenanteil 2019 | Sitze 2019 |  | Stimmenanteil 2024 | Sitze 2024 |
| -------------------------------------------------- | ------------------ | ---------- |  | ------------------ | ---------- |
| CDU                                                | 30,0 %             | 5          |  | 23,0 %             | 4          |
| AfD                                                | –                  | –          |  | 18,6 %             | 1          |
| FDP                                                | 24,0 %             | 4          |  | 13,0 %             | 2          |
| Landwirtschaft, Umwelt und Natur Elbe-Elster (LUN) | 17,5 %             | 3          |  | 11,5 %             | 2          |
| Die Linke                                          | 12,3 %             | 2          |  | 10,9 %             | 2          |
| Unabhängige Wählergemeinschaft Elbe-Elster (UWG)   | –                  | –          |  | 08,5 %             | 2          |
| Leben Arbeiten Wohnen (LAW) / Freie Wähler         | 07,9 %             | 2          |  | 08,1 %             | 2          |
| Bürgerinitiative Wir für euch (BWfE)               | –                  | –          |  | 06,4 %             | 1          |
| Wählergemeinschaft Elster-Röderland                | 08,3 %             | 2          |  | –                  | –          |
| Insgesamt                                          | 100 %              | 18         |  | 100 %              | 16         |

Auf die AfD entfielen drei Sitze, von denen zwei unbesetzt bleiben, weil die Partei nur einen Kandidaten nominiert hatte.

### Bürgermeister
- 2003–2019: Andreas Claus[13]
- 2019–2020: Delf Gerlach (FDP)[14]
- seit 2020: Dittgard Hapich (Die Linke)

Gerlach wurde in der Bürgermeisterwahl am 26. Mai 2019 mit 54,5 % der gültigen Stimmen gewählt. Er wechselte 2020 als Beigeordneter in die neu gegründete Verbandsgemeinde Liebenwerda.
Hapich wurde am 22. Januar 2020 von der Stadtverordnetenversammlung zur neuen ehrenamtlichen Bürgermeisterin gewählt. Bei der Wahl am 9. Juni 2024 wurde Hapich ohne Gegenkandidatin mit 68,3 % der abgegebenen Stimmen wiedergewählt.

### Wappen
Das Wappen wurde am 3. September 2003 genehmigt.
Blasonierung: „Geviert; Feld 1: in Grün hinter einer silbernen Zinnenmauer ein gezinnter silberner Turm mit zwei schwarzen Fenstern und einem beknauften roten Spitzdach; Feld 2: in Silber neun (3:3:3) schrägrechte grüne Blätter; Feld 3: in Silber zehn (3:3:3:1) schrägrechte grüne Blätter; Feld 4: in Rot auf einer dreibogigen silbernen Steinbrücke ein silberner Turm mit einem bewimpelten Spitzdach, schwarzen Tor und zwei schwarzen Fenstern.“
Das Wappen wurde vom Heraldiker Frank Diemar gestaltet. In das Wappen sind die ehemaligen Stadtwappen der vormals eigenständigen Städte Uebigau und Wahrenbrück eingeflossen.

### Städtepartnerschaften
Partnerstädte von Uebigau-Wahrenbrück sind:
- Bad Driburg (Nordrhein-Westfalen)
- Wadern (Saarland)
- Zawadzkie (Polen)

## Sehenswürdigkeiten und Kultur

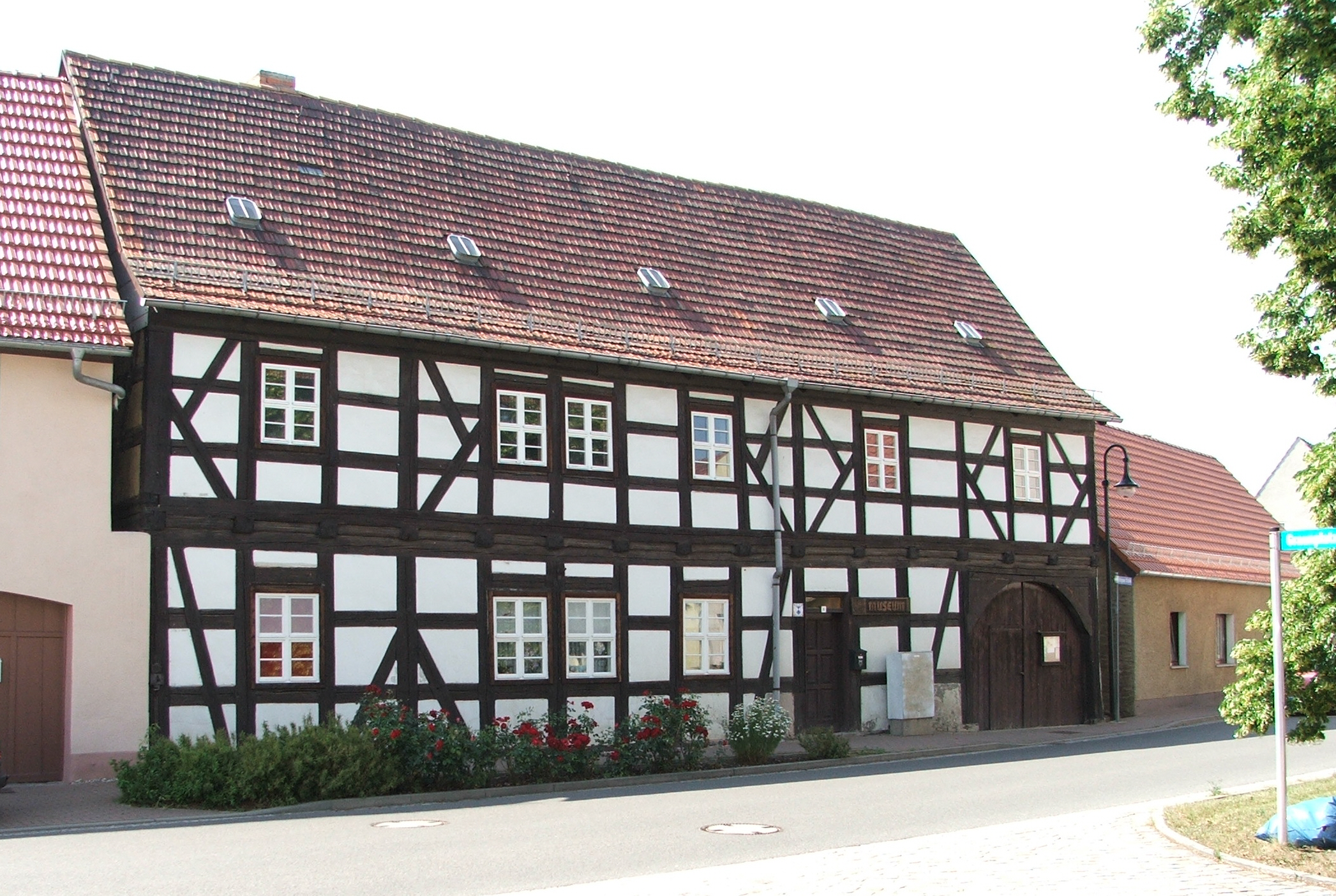
Heimatmuseum in Wahrenbrück

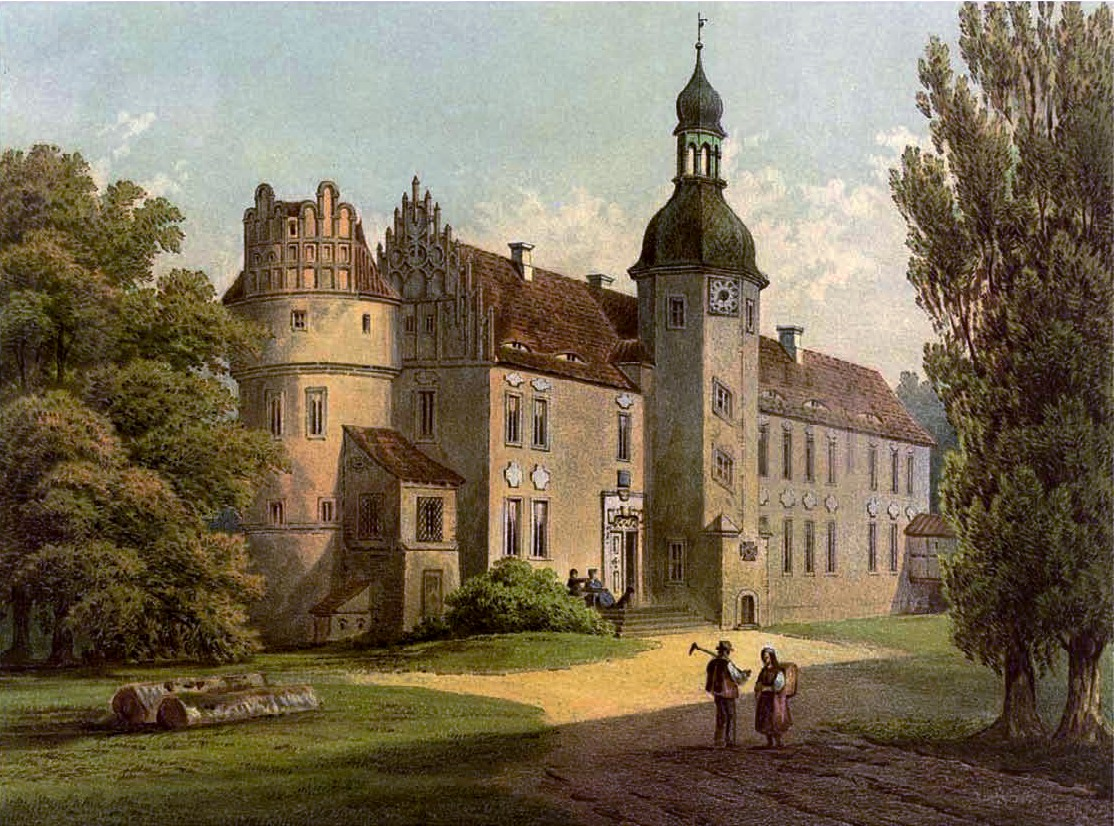
Schloss Neudeck auf einer Lithografie von Alexander Duncker

### Bauwerke
In der Liste der Baudenkmale in Uebigau-Wahrenbrück und in der Liste der Bodendenkmale in Uebigau-Wahrenbrück stehen die in der Denkmalliste des Landes Brandenburg eingetragenen Kulturdenkmale.
- Schloss Neudeck
- St. Nikolai-Kirche Uebigau
- Stadtpfarrkirche Wahrenbrück
- Stadtmühle Uebigau

### Geschichtsdenkmale
- Gedenkstein von 1989 am Bahnkilometer 101,6 im Ortsteil Langennaundorf für 16 jüdische Opfer des Verlorenen Zuges, ein Bahntransport, der vom KZ Bergen-Belsen kam und in Tröbitz befreit wurde.
- Gedenkstätte zum Gedenken an den Verlorenen Zug am Bahnkilometer 106,7.

Hier wurden im sogenannten Schneewald Ende April 1945 auf Anweisung der Roten Armee 17 Tote aus dem Zug in einem Massengrab beerdigt. 1975 wurde an dieser Stelle eine Gedenkstätte eingerichtet.
- Graun-Denkmal in Wahrenbrück.

### Museen
- Technisches Denkmal Brikettfabrik Louise Domsdorf
- Heimatmuseum Uebigau mit bronzezeitlichem Dorf
- Wahrenbrücker Heimatstube
- Elstermühle Wahrenbrück

### Parks
- Pfarrgarten Saxdorf
- Schlosspark Uebigau
- Kleiner Spreewald Wahrenbrück

### Natur
Der Rothstein ist der einzige größere Naturfelsen im Land Brandenburg.

### Musik
- Konzertzyklus im Uebigauer Land (in Drasdo, Gräfendorf, Langennaundorf, Uebigau und Wiederau)
- Sommermusiken in Saxdorf

### Regelmäßige Veranstaltungen
- Lobetanz in Bönitz am ersten Wochenende im Juli
- Rothsteiner Felsenfest am zweiten Wochenende im Juli
- Oktoberfest in „München an der Elster“ Anfang Oktober

## Wirtschaft und Infrastruktur

### Ansässige Unternehmen
- uesa GmbH (Uebigauer Elektro- und Schaltanlagenbau, 350 Mitarbeiter)
- Ormazabal Schaltanlagen Uebigau GmbH (120 Mitarbeiter)
- EFEN GmbH (130 Mitarbeiter)
- Predl GmbH Bönitz

### Verkehr
Uebigau-Wahrenbrück liegt an der Bundesstraße 101 zwischen Herzberg (Elster) und Bad Liebenwerda. Im Süden des Stadtgebietes durchquert die Bundesstraße 183 die Ortsteile Marxdorf und Bönitz zwischen Torgau und Bad Liebenwerda.
An der Bahnstrecke Halle–Cottbus gibt es die Haltepunkte Uebigau und Beutersitz. Sie werden von der Regionalbahnlinie RB 43 (Falkenberg (Elster)–Cottbus) bedient. Die Bahnstrecke Węgliniec–Roßlau und die Bahnstrecke Jüterbog–Röderau führen ohne Halt durch das Gemeindegebiet.

### Bildung
Die Grundschule „Erich Schindler“ befindet sich im Ortsteil Wahrenbrück.

## Söhne und Töchter der Stadt
- August Friedrich Graun (1698/1699–1765), Kantor und Komponist, geboren in Wahrenbrück
- Johann Gottlieb Graun (1703–1771), Komponist, geboren in Wahrenbrück
- Carl Heinrich Graun (1704–1759), Komponist, geboren in Wahrenbrück
- Gustav Seyffarth (1796–1885), Ägyptologe, geboren in Uebigau
- Friedrich Jage (1850–1937), Baumeister, geboren in Wahrenbrück
- Fritz Borrmann (1869–1942), Generaldirektor der Edeka, Reichstagsabgeordneter, geboren in Bahnsdorf
- Max Jungnickel (1890–1945), Schriftsteller, geboren in Saxdorf
- Hilde Linzen-Gebhardt (1890–1965), Malerin, geboren in  Wahrenbrück
- Ludwig Freiwald (1898–nach 1945), Schriftsteller und NS-Propagandist, geboren in Uebigau
- Michael Strempel (1944–2018), Fußballspieler, geboren in Drasdo
- Lothar Schulz (1947–2009), Fußballspieler, geboren in Kauxdorf